# 穇子
䅟子（学名：Eleusine coracana）为禾本科䅟属下的一个种。為一年生草本植物，耐旱、耐涝、耐盐碱、耐瘠薄、耐储藏，在中国主要栽培于长江以南和安徽、河南、陕西、西藏等地。茎叶可作编织和造纸原料，或作家畜饲料，子实供食用或供酿酒。别名:龙爪粟，鸭爪粟，鸡爪粟，云南稗，雁爪稗。
䅟子英語又稱finger millet，在印度稱為ragi，尼泊爾則稱為 kodo，在非洲與亞洲的乾旱與半乾旱地區廣泛作為穀類作物，為四倍體、自花授粉，可能是從其野生近緣種 Eleusine Africana 演化而來。原產於埃塞俄比亞和烏干達的高地，可在海拔2000 米以上的地方種植，且相當耐旱，其穀粒可以長期儲存。
最古老記錄來自非洲的一個公元 8 世紀的考古遺址。到 1996 年，由於需要大量勞動力，非洲䅟子的種植迅速減少，農民更喜歡種植營養價值較差但較不需勞力的作物，如玉米、高粱和木薯。:39–40不過亞洲並未出現這種現象。:42主要種植區是非洲東部和南部的部分地區——特別是烏干達、肯尼亞、剛果民主共和國、津巴布韋、贊比亞、馬拉威和坦桑尼亞，以及印度和尼泊爾的部分地區。:42,52 此外在蘇丹南部也有種植，:39 最南可達莫桑比克。:56

## 繁殖與播種
主要以種子播種：
- 撒播：直接播種在土中，最簡單也常用，不需要使用特殊的機器。但難以區分雜草和作物，雜草處理是個問題。
- 條播：行間距在 22 厘米至 30 厘米，行內植栽間距 8 厘米至 10 厘米。種子應播種在土壤中約 3 厘米深。這種方式比較容易區分雜草與植栽。
- 點播：在未經耕耘的土地，使用播種鑽子將種子直接播種於土壤中。
- 秧苗法：在苗床育苗，約四周時移栽到主田。

## 收穫

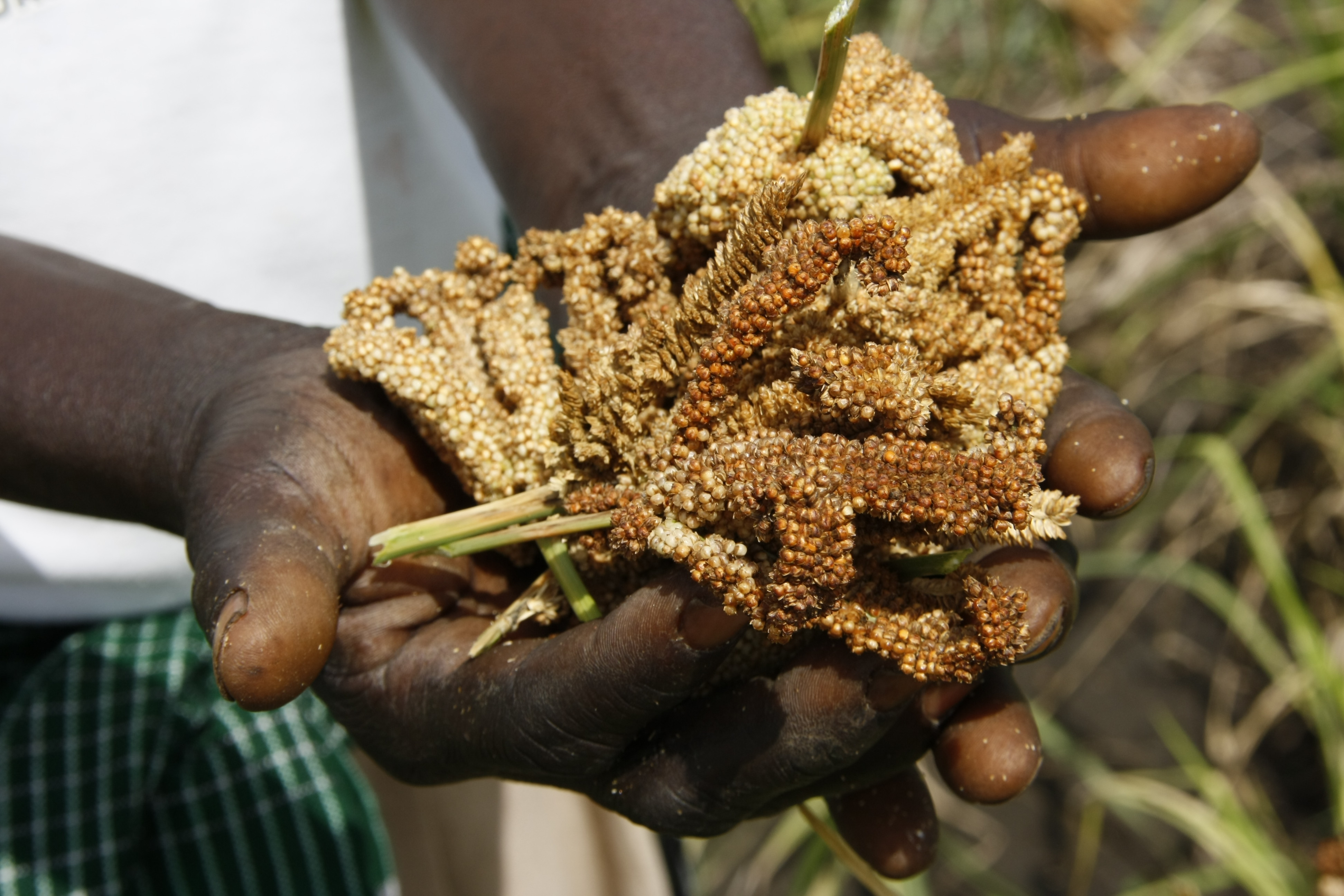
烏干達的䅟子穀穗

䅟子的穀粒成熟時間並不一致，需分兩階段收割。有約一半的穗狀花序變成棕色時，可以進行第一次收穫，剪下所有變成棕色的穗，乾燥後用風吹篩選與清潔穀粒。第一次收穫後大約 7 天可進行第二次收穫，將所有的穀穗，不論棕或綠色，都剪下，並將收穫的穀穗放在陰涼處一天但不曬乾，提升濕度和溫度而使穀粒熟化，之後的步驟與第一次收穫後一樣。

## 儲存
收穫後，穀粒不易受到昆蟲或黴菌的侵襲，未脫粒時可保存長達 10 年，甚至有報告在良好儲存條件下儲存長達 50 年。優秀的耐儲能力使得䅟子成為重要的避荒作物。

## 食用
䅟子可以碾磨成麵粉。但是穀粒小且種皮與胚乳緊密結合，導致難以研磨。麵粉可以製作糕餅、布丁或粥。在尼泊爾和非洲的許多地方，另一種加工方式是使穀粒發芽，酵素活化將澱粉轉化為其他碳水化合物，如糖，於是可以製成發酵飲料（或啤酒）。䅟子可用於釀造無麩質啤酒，或是製作嬰兒食品。其莖葉則可作為動物飼料。

䅟子粉成分為 9% 的水、75% 的碳水化合物、11% 的蛋白質和 4% 的脂肪），每一百公克熱量為 1.60 千焦（382 千卡），也是豐富的蛋白質來源（提供每日攝入建議量的 20%以上），且是良好的膳食纖維、 B 族維生素和多種膳食礦物質的來源。它的鈣、鉀和鈉含量並不高。

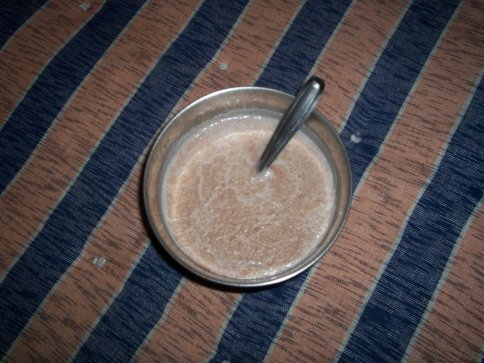
䅟子常煮成粥食用

## 圖輯

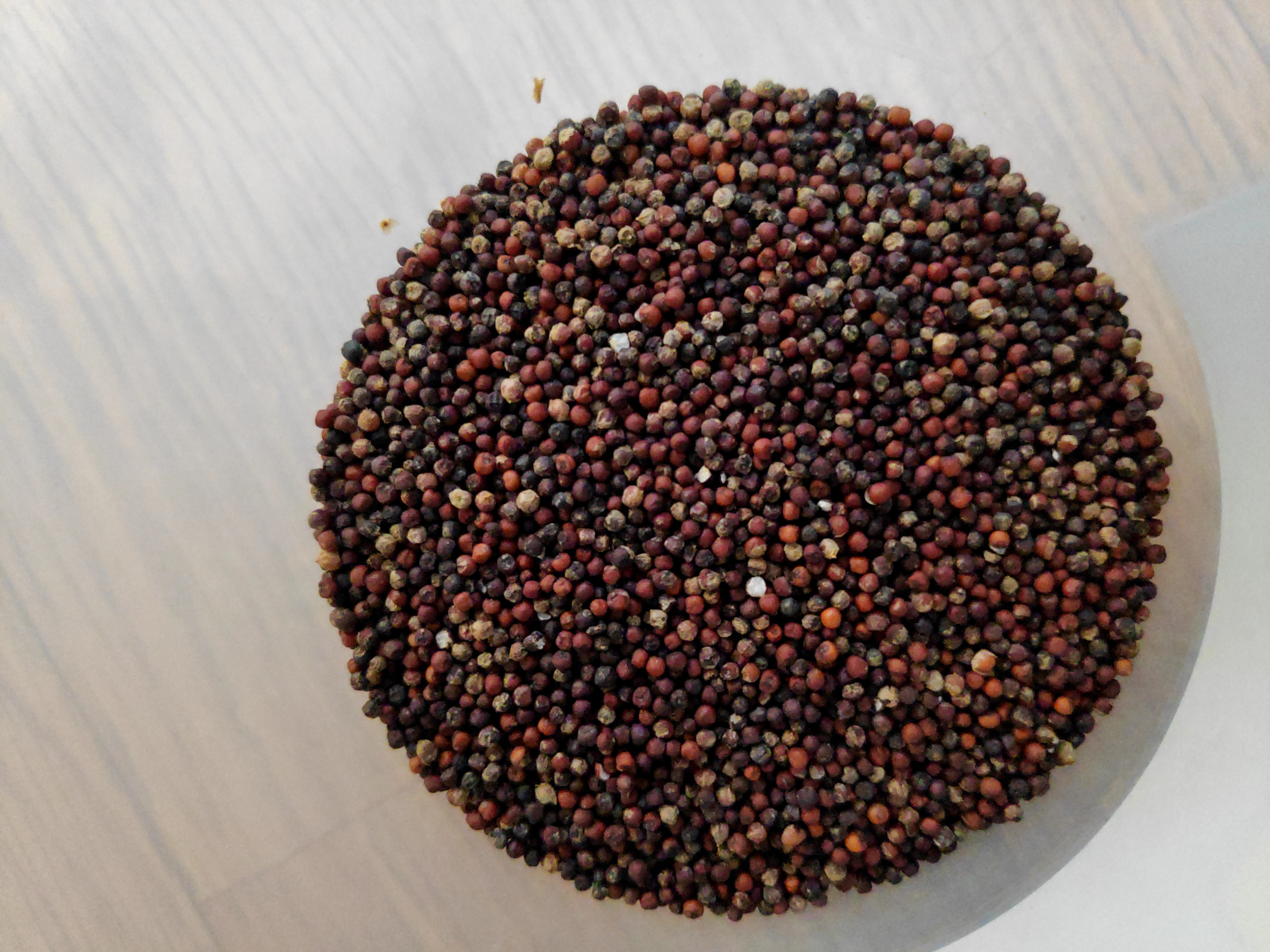
䅟子
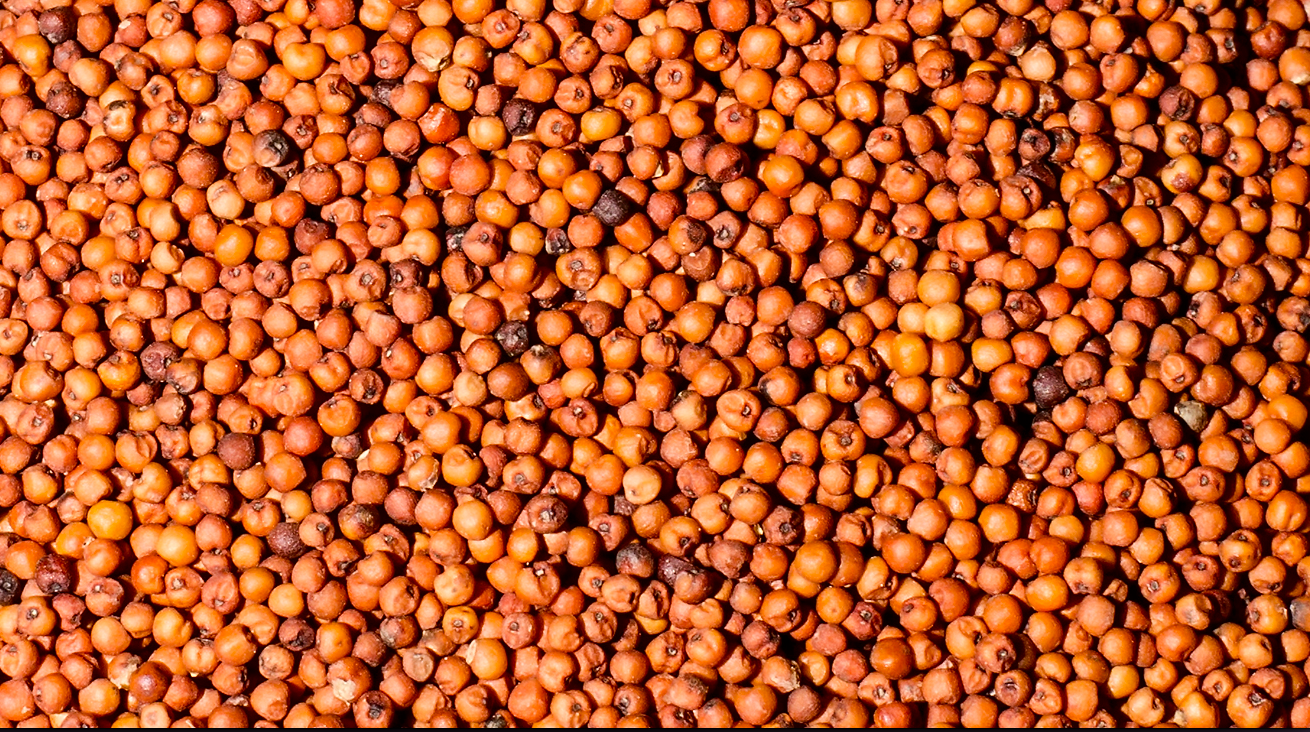
各種顏色的䅟子穀粒
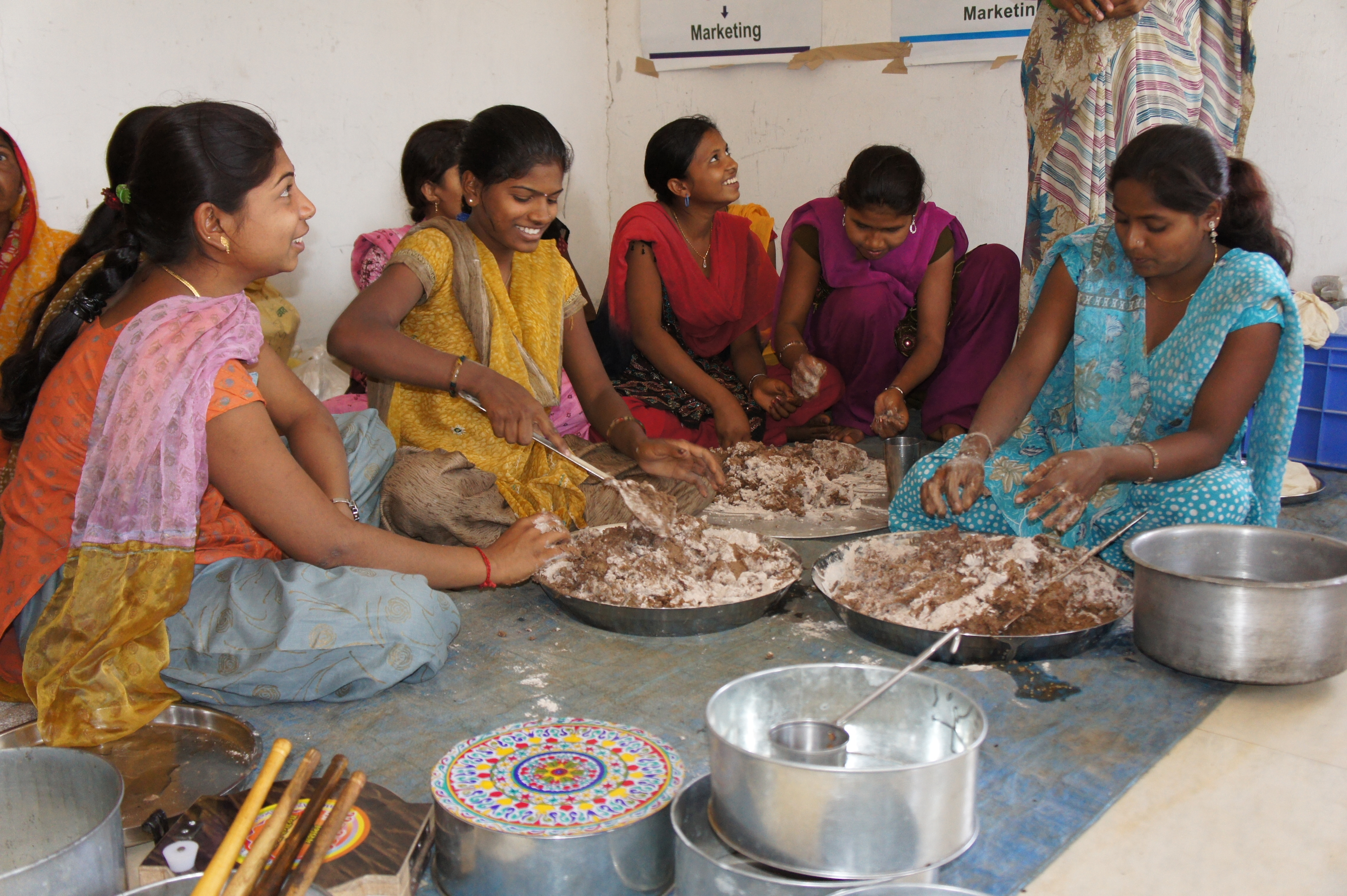
用䅟子製作脆餅
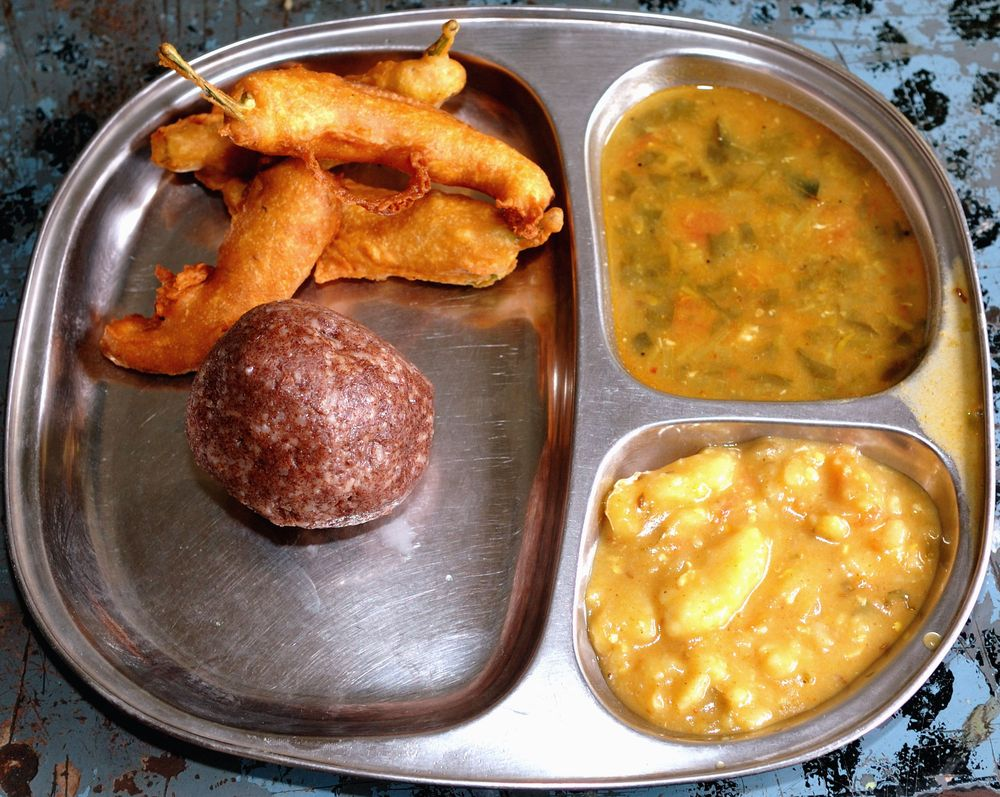
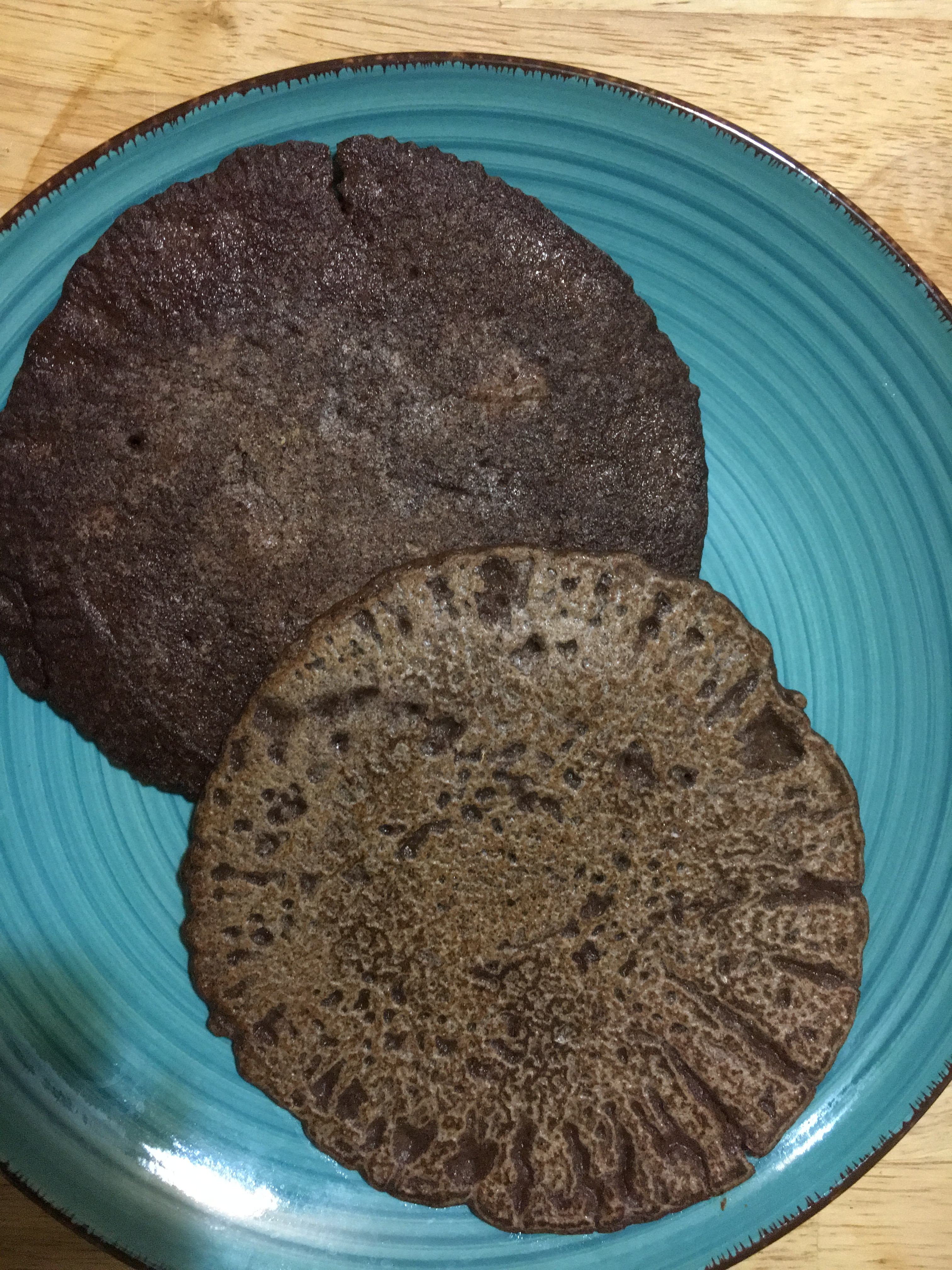
Roti
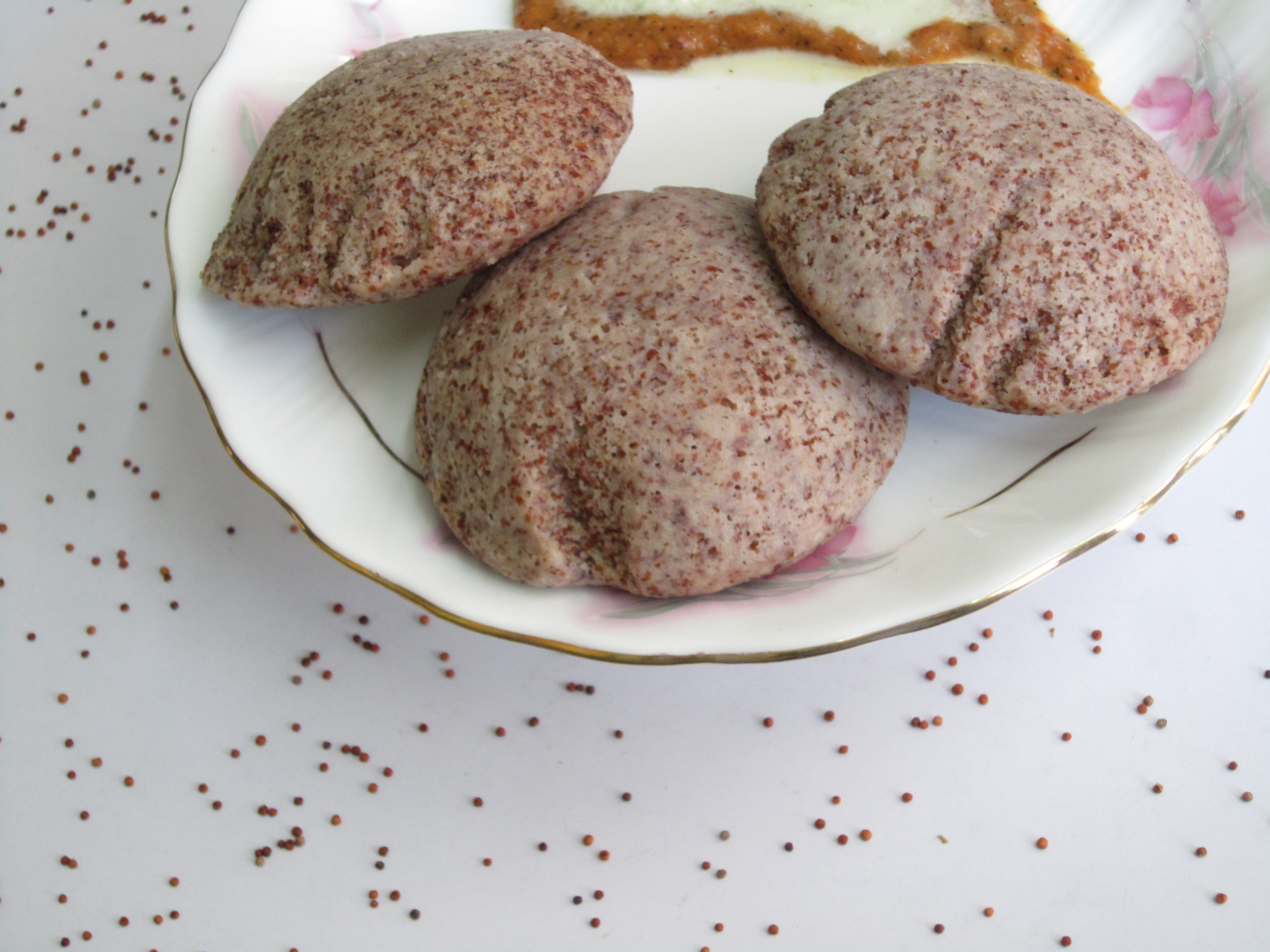
Ragi idli
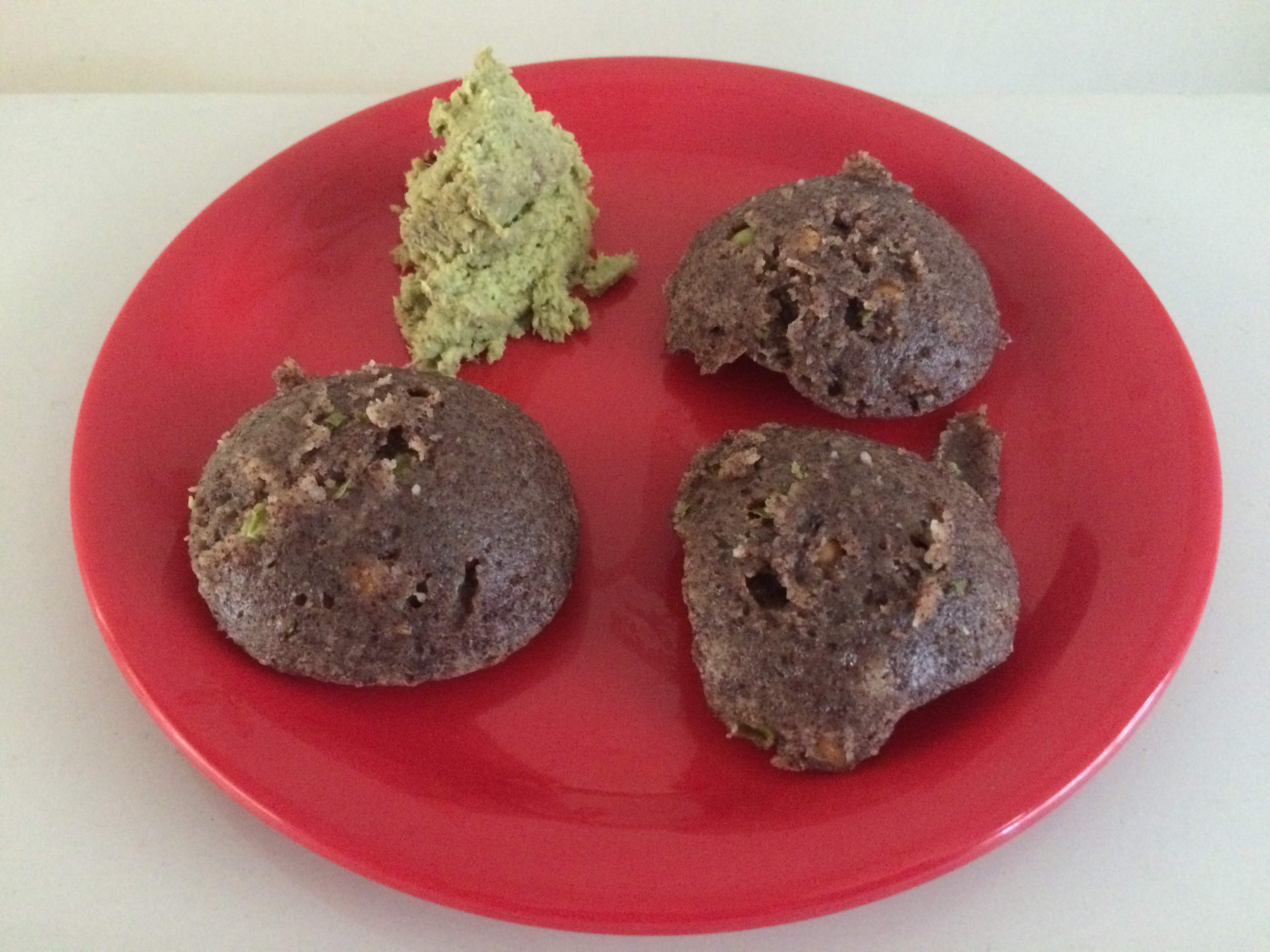
Idli, a South Indian breakfast dish made from ragi flour
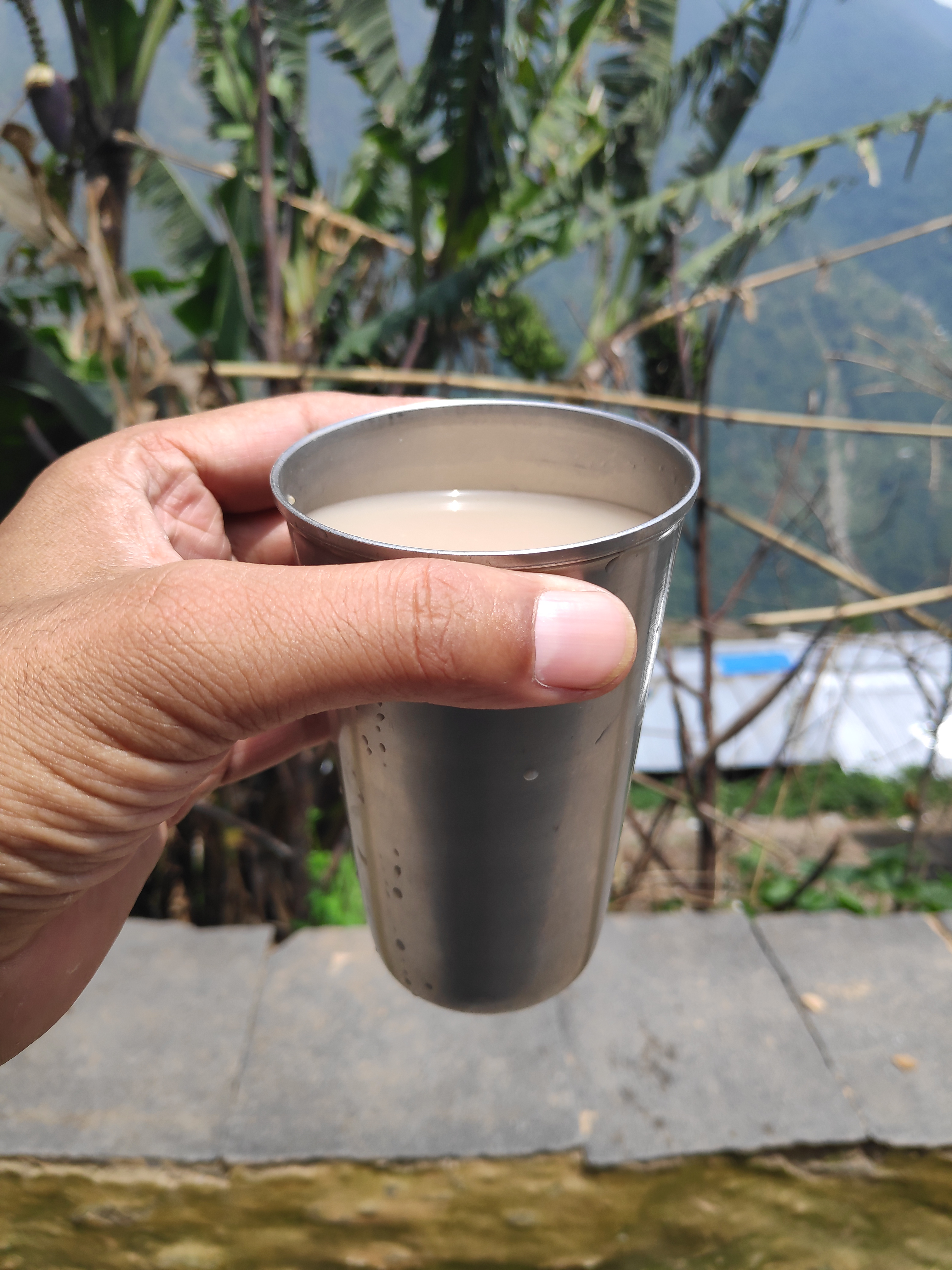
Chhaang

## 延伸阅读
[在维基数据编辑]
 《植物名實圖考·穇子》，出自吳其濬《植物名實圖考》

## 外部連結
- 'Eleusine coracana (L.) Gaertn.'  的存檔，存档日期2015-09-24.
- Dressler, S.; Schmidt, M. & Zizka, G. . . Frankfurt/Main: Forschungsinstitut Senckenberg. 2014.